# Das Schloss von Kaniów

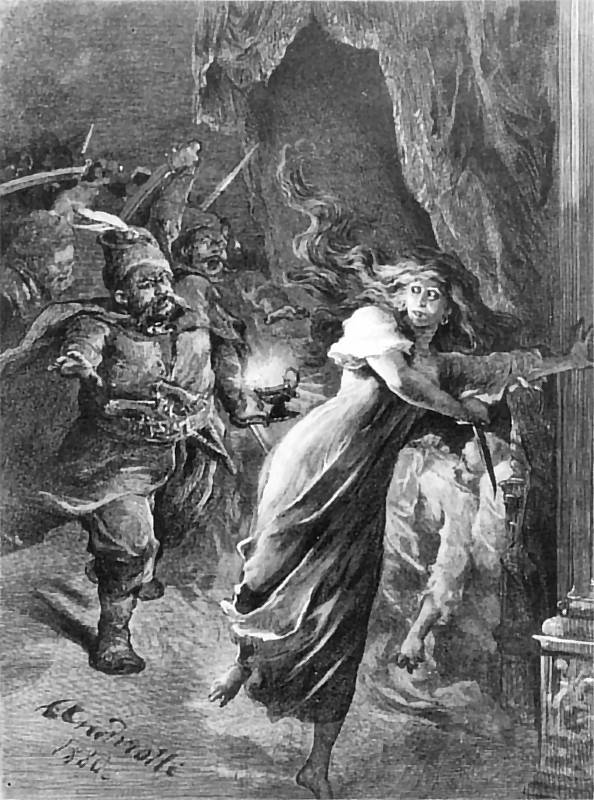
Illustration von Michał Elwiro Andriolli zum Schloss von Kaniów

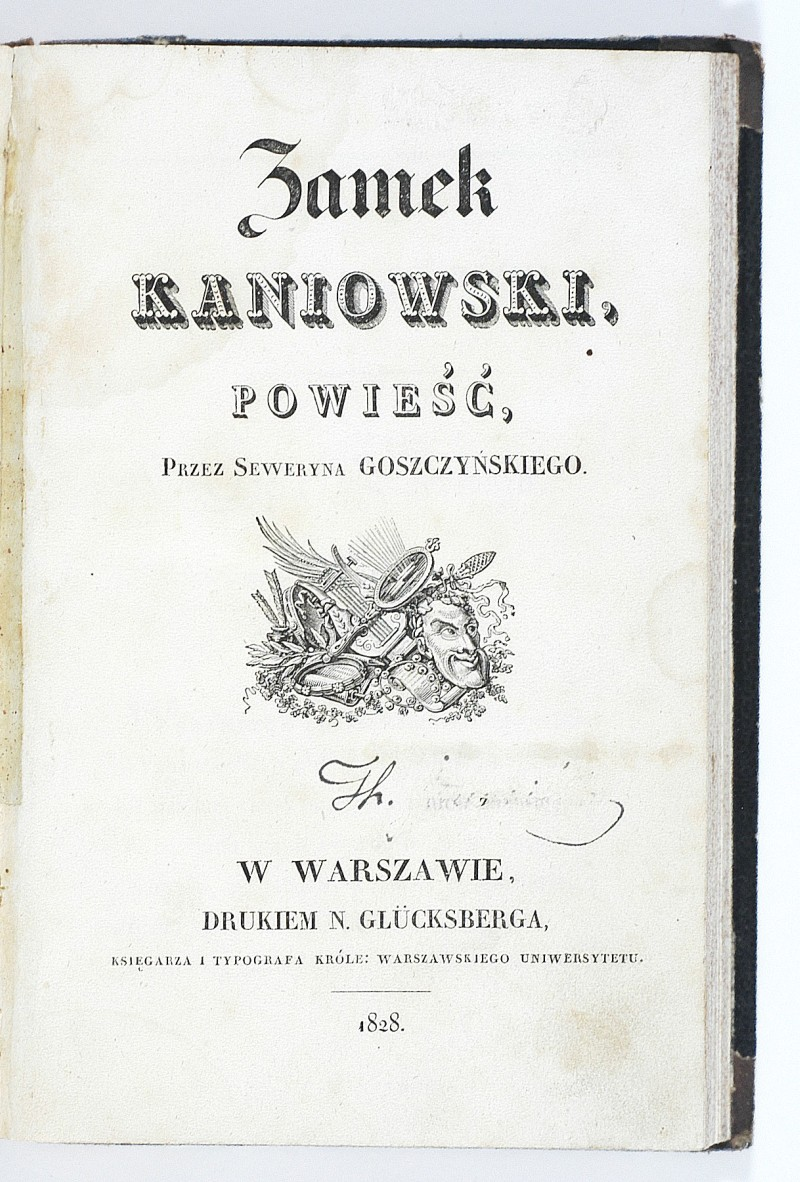
Zamek Kaniowski (Seweryn Goszczyński)

Das Schloss von Kaniów (polnisch Zamek kaniowski) ist eine romantische Dichtung des polnischen Schriftstellers Seweryn Goszczyński (1801–1876), die den Aufstand in der Ukraine von 1768 zum Gegenstand hat und das Kosakenleben mit großer Anschaulichkeit zeichnet. Es gilt als zentraler Text der polnischen Romantik der 1820er Jahre.
Goszczyńskis erstes größeres Gedicht ist ein typisches Beispiel der polnischen Schwarzen Romantik. Die düstere, auf Volkstradition beruhende poetische Erzählung in Byronscher Manier wurde 1828 geschrieben und nimmt Bezug auf die Ereignisse von Kolijiwschtschyna (Koliszczyzna). Es besteht aus drei Teilen.
Die Handlung spielt in Kaniów und ist voller grausamer und blutiger Ereignisse. Zu den zahlreichen Figuren dieses Stückes der frenetischen Literatur gehören die Kosaken (Szwaczka, Nebaba und ihre Männer, in der Regel Wegelagerer), der böse polnische Burgherr und Orlika (später eine Mörderin), die durch Betrug mit ihm verheiratet ist. Das Schloss wird am Ende zerstört.
In Reaktion auf die zeitgenössische Kritik hatte Goszczyński nachträglich ein historisches Nachwort geschrieben, worin er die Rolle und Geschichte der Kosaken in ihrer historischen Entwicklung durchleuchtet und sich deutlich um Ausgewogenheit und Objektivität bemüht wird, indem die harte Bestrafung der Aufständischen durch die Polen erwähnt und die Hinrichtung Iwan Gontas beschrieben wird.
Nach der Autorin Magdalena Rembowska-Płuciennik hob Seweryn Goszczyński darin „einen weiteren Aspekt des Fatalismus der polnisch-ukrainischen Geschichte hervor“, er zeige die regelmäßig wiederkehrenden Kämpfe zwischen den Brudernationen.
Auch das Werk Die Hajdamaken (ukrainisch Гайдамаки) des ukrainischen Dichters Taras Schewtschenko (1814–1861) von 1841 handelt von dem Kolijiwschtschyna-Aufstand der Hajdamaken.